# Takasaki
Takasaki (japanska: 高崎市?, Takasaki-shi) är en stad i sydvästra Gunma prefektur i Japan. Staden fick stadsrättigheter 1900 
och har sedan 2011
status som kärnstad (japanska: 中核市?, Chūkakushi) enligt lagen om lokalt självstyre.

## Kommunikationer
Takasaki station är en förgreningspunkt i Shinkansen-nätet med anslutningar till ett antal regionala järnvägslinjer.
- Joetsu Shinkansen och Hokuriku Shinkansen till Omiya (i Saitama) - Tokyo
- Joetsu Shinkansen till Nagaoka - Niigata
- Hokuriku Shinkansen till Nagano - Toyama - Kanazawa
- Sex regionala linjer tillhörande JR Higashi Nihon
- En regional linje tillhörande Joshin Dentetsu